# Maison des Récollets
La maison des Récollets est un immeuble classé situé dans le quartier d'Outremeuse à Liège  en Belgique.

## Localisation
La façade principale de la maison des Récollets se situe au no 12 de la rue Fosse-aux-Raines, à l'angle de la rue des Récollets, au cœur du quartier d'Outremeuse. Elle fait face à l'église Saint-Nicolas.

## Histoire
La maison date vraisemblablement de la fin du XVIIIe siècle. Elle était une dépendance de l'ancien couvent des Récollets que l'on peut encore voir rue Georges Simenon. En 2017, la maison a été restaurée et les briques ont été peintes en couleur sang de bœuf à l'instar de plusieurs constructions patrimoniales liégeoises comme le palais Curtius ou l'hôtel de ville.

## Description
La façade avant en brique compte trois travées et deux niveaux (un étage + un étage mansardé). La travée centrale est construite en ressaut et est surmontée d'un fronton triangulaire incorporant une niche occupée par une statue de la Vierge. La travée centrale ainsi que les angles des travées et de la façade latérales sont constitués d'imposantes harpes d'angle en pierre calcaire. La façade latérale donnant sur la rue des Récollets est assez étroite, mesurant une largeur d'à peine 3 m.
Les deux façades sont constituées de baies vitrées à croisée, ces dernières étant un ajout postérieur. Celle du rez-de-chaussée de la travée de droite ainsi que la baie d'imposte au-dessus de la porte d'entrée ont été restaurées en 2017.

## Classement
La maison des Récollets (façade principale et retour sur la rue des Récollets, toitures et cage d'escalier du XVIIIe siècle rue Fosse-aux-Raines, no 12) est reprise sur la liste du patrimoine immobilier classé de Liège depuis 1992.